# Indiscreet (1931)
Indiscreet ist eine US-amerikanische Romantische Komödie aus dem Jahr 1931. Regie führte Leo McCarey. Die Hauptrolle spielte Gloria Swanson.

## Handlung
Die Modedesignerin Gerry Trent trennt sich von ihrem reichen Freund Jim Woodward wegen seiner Untreue. Auch ein Heiratsantrag rettet ihn nicht.
Gerry, die gerade mit Begeisterung das Buch „Obey That Impulse“ liest, bekommt einen Anruf von ihrem Bekannten Buster Collins. Er sagt ihr, dass Tony Blake, der Autor des Buches sich mit ihr treffen wolle. Als sie das begeistert ihrer Tante Kate erzählt, schickt diese sie erst mal unter die Dusche. Tony, der sich als ein Nachbar herausstellt, hält schon beim ersten Gespräch um ihre Hand an und wiederholt das auch, so dass die beiden schon bald verlobt sind. Allerdings hat Gerry, die sich als „ein modernes Mädchen mit altmodischem Gewissen“ bezeichnet, noch eine Aufgabe, die sie fürchtet: Sie muss Tony sagen, dass er nicht der erste Mann in ihrem Leben ist. Sie bringt das Thema zur Sprache kurz nachdem Tony ihr eine Liebeserklärung als Widmung in eines seiner Bücher geschrieben hat, die ihr sehr gefällt. Daraus entwickelt sich ein etwas schwieriges Gespräch, das aber gut endet. Gerry geht direkt danach und vergisst dabei das Buch. Bis sie es holt, hat Tony ein Update hineingeschrieben, das die ursprüngliche Aussage bestätigt.
Gerrys Schwester Joan ist zurück von einem längeren Europaaufenthalt. Buster, der schon lange hofft, Joan heiraten zu können, wird von ihr sehr zurückhaltend behandelt. Gerry gibt ihm den Tipp, eine kleine Feier für Joan zu veranstalten, was er sofort macht und zu der er alle einschließlich Tante Kate einlädt. Auch Tony, den Joan dabei kennenlernt. Bald trifft Jim Woodward ein, er kommt als Joans Freund. Tony gibt seine Verlobung mit Gerry bekannt. Joan überredet Jim, alle zu einer Feier im Haus seiner Eltern einzuladen, um damit die Hochzeit von Joan und Jim vorzubereiten, wobei Jim darauf hinweist, dass das noch Zeit habe.
Gerry, die ihrer verstorbenen Mutter versprochen hatte, auf Jane aufzupassen, möchte zusammen mit Tante Kate Joan gegen Jim aufbringen. Selbst eine Warnung vor Jims Charakter bringt nichts. Als Tony aus beruflichen Gründen absagt, beschließt Gerry, auf der Feier Joan und Jim auseinanderzubringen. Nachdem Buster Jims Eltern gegenüber gemeint hat, die Familie von Joan und Gerry sei ein bisschen verrückt, gibt Gerry eine entsprechende Vorstellung für Jims Vater. Danach geht sie in ihr Zimmer um sich umzuziehen. Jim, der bereits von seinem Vater angesprochen wurde, folgt ihr. Gerry spielt auch ihm gegenüber die Verrückte, doch steigert Jim ihre Aktionen noch und genießt es. Er gesteht ihr, dass das Einzige, was ihm wirklich an Joan gefalle, sei ihre Ähnlichkeit zu Gerry, die er immer noch liebt. Gerry geht darauf ein, lockt dabei aber Joan durch ein extra laut gesungenes Lied herbei. Diese findet die beiden küssend vor. Jim sagt ihr, dass er und Gerry schon früher zusammen waren, worauf sie weinend davonläuft. Bevor sie sich von Jim lösen kann bemerkt Gerry, dass überraschend auch Tony da ist, alles mitbekommen hat und nun verärgert geht. Sie läuft ihm nach, doch er will nichts hören.
Zurück in Gerrys Wohnung freut sich Buster, dass er Joan näher kommt, und auch Joan versteht Gerrys Verhalten und bedankt sich dafür. Gerry selbst vermisst Tony sehr. Tante Kate hat Tony angerufen. Sie sagt, Tony wolle Gerry zurückhaben, er müsse aber nach Europa reisen. Gerry solle mit ihm reisen und Kate hat bereits für sie gepackt. Gerry geht los, sie hat aber kein Ticket für das Schiff, auf das sie sich, versteckt in einem Auto, von einem Kran heben lässt. Als sie erwischt wird, kann Tony die Sache klären. Tony und Gerry werden noch auf dem Schiff vom Kapitän verheiratet werden.

## Produktion
Nachdem ihre eigene Produktionsfirma in wirtschaftliche Schwierigkeiten geraten war, hatte Gloria Swanson einen lukrativen Vertrag über zwei Filme mit Joseph Schenck abgeschlossen. Indiscreet war der erste dieser beiden Filme. Kurzfristig umgeschrieben und umbenannt (vorher sollte der Film Obey That Impulse heißen). Regisseur Leo McCarey musste seine Mitwirkung daran vor Samuel Goldwyn, dem verantwortlichen Produzenten des Films, geheim halten.
Barbara Kent, die Swanson vor Drehbeginn noch bewundert hatte, war enttäuscht über ihr Idol; sie empfand Gloria Swanson zwar nicht als unfreundlich, aber sie habe doch sehr den Star herausgekehrt.
Ausstatter des Films war Richard Day.

### Musik
Indiscreet war ursprünglich von Buddy DeSylva, Lew Brown und Ray Henderson als Musical konzipiert worden. Gloria Swanson war jedoch wenig begeistert von den Liedern. Auch hieß es, das Publikum habe Musicals satt. So wurden immer mehr Lieder gestrichen bis nur zwei übrig blieben, nämlich If You Haven’t Got Love und Come to Me, beide geschrieben von Henderson (Musik), DeSylva und Brown (Text). Sie wurden von Gloria Swanson gesungen, eines davon, wie die United States Conference of Catholic Bishops schrieb, während sie ein Bad nahm. Tatsächlich singt sie If You Haven’t Got Love nach der Dusche beim Kämmen, wobei sie vollständig bekleidet ist. Come to Me singt sie zusammen mit Barbara Kent am Klavier kurz nachdem Joan zurückgekehrt ist und ein zweites Mal in der Szene, in der sie so tut, als würde sie wieder mit Jim zusammenkommen. Sie singt es besonders laut, um Joan ins Zimmer zu locken.

### Erstaufführung
Indiscreet wurde am 25. April 1931 uraufgeführt. Der Film wurde von United Artists vertrieben. Auf DVD erschien Indiscreet am 15. März 2005.

## Rezeption

### Kritiken
Zeitgenössische Kritiker fanden Indiscreet sehr witzig und gut gemacht. Eine Ausnahme bildete allerdings die United States Conference of Catholic Bishops, die die Rolle der Gerry als „flach und unattraktiv“ bezeichnete und nur wenig Komödie sah. Sie stufte den Film als „nur für Erwachsene“ ein und wies auf „sexuelle Szenen und Anspielungen“ hin. Dazu ist zu beachten, dass Indiscreet in eine Zeit fiel, in der der Hays Code durchgesetzt werden sollte.
Spätere Kritiker fanden den Film weniger witzig, wobei es auch Ausnahmen gibt. Der Film sei ermüdend. Die Art-déco-Sets und die beiden von Gloria Swanson gesungenen Lieder könnten das nicht ausgleichen.

### Finanzieller Erfolg
Indiscreet war „einer der erfolgreicheren Tonfilme mit Gloria Swanson“ und fuhr einen hinreichend großen Gewinn ein, um United Artists in einer finanziellen Krise zu helfen.

### Einordnung
Indiscreet wird zumeist als Romantische Komödie oder Romantisches Drama eingeordnet. Manche Autoren sehen in dem Film eine Frühform oder gar ein frühes Beispiel einer Screwball-Komödie.